# Eric Thompson (Radsportler)
Eric Gordon Thompson (* 9. Juli 1927 in Derby, Derbyshire; †  15. Mai 1996 in Spanien) war ein britischer Radrennfahrer und nationaler Meister im Radsport.

## Sportliche Laufbahn
Thompson war Teilnehmer der Olympischen Sommerspiele 1956 in Melbourne. Er startete im Tandemrennen mit Peter Brotherton. Beide belegten beim Sieg von Ian Browne und Tony Marchant den 4. Platz.
1960 war er bei den Olympischen Sommerspielen in Rom erneut dabei. Dort startete er im Tandemrennen mit David Handley. Beide belegten den 5. Platz.
Bei den Commonwealth Games 1954 siegte er im Straßenrennen. 1953 gewann er die nationale Meisterschaft im Tandemrennen mit Peter Brotherton als Partner, 1963 war er mit Geoff Cooke erfolgreich. 1956 gewann er den Muratti Gold Cup, eines der international renommiertesten Bahnrennen in Großbritannien. Er starb 1996 während eines Radurlaubs in Spanien.